# Karel Hlásný
Karel Hlásný (22. října 1911 Bludov – 20. listopadu 1982 Monterey County) byl československý důstojník, účastník zahraničního protinacistického odboje.

## Život
Narodil se 22. října 1911 v Bludově. Roku 1929 absolvoval Reálné gymnázium v Šumperku a v roce 1934 Vojenskou akademii v Hranicích. Až do rozpuštění československé armády (březen 1939) byl důstojníkem čs. armády (Bratislava), potom až do začátku prosince byl příslušníkem vojenské ilegální organizace v Praze.
Od konce roku 1939 příslušník čs. zahraničního vojska ve Francii (od 12. dubna 1940; velitel dělostřelecké baterie), po vylodění v Anglii (7. července 1940), velitel protiletadlové baterie, po ukončení náletů na Anglii absolvoval „Polskou válečnou školu“ s paradesantním výcvikem (1942-43; Peebles ve Skotsku).
Na vlastní žádost byl převelen do SSSR, dorazil tam 12. listopadu 1943. Od 9. ledna do 30. dubna 1944 zastával funkci náčelníka operačního oddělení brigády, vedl výcvik 2. čs. sam. paradesantní brigády (Jefremov), o počtu asi 2800 parašutistů. Od 10. června 1944 již jako náčelník štábu vedl další výcvik parabrigády u města Proskurov, se kterou (11.–19. září 1944) se účastnil těžkých bojů „u Dukly“, na polské straně (prostor mezi Krosnem a Sanokem).
Poté od 20. září do 6. října 1944 byl ve štábu čs. armádního sboru, v noci 6. října 1944 byl s generálem Viestem vysazen na letiště „Tri duby“ na pomoc SNP. Po vojenské porážce povstání a po ústupu do hor, byl 30. listopadu 1944 u Horní Lehoty těžce zraněn. Dále až do osvobození (8. března 1945) byl ilegálně, pod cizím jménem léčen v nemocnici v Podbrezové.

### Vyznamenání
Za aktivní účast ve 2. světové válce byl vyznamenán:
- Prezidentem Edvardem Benešem (za uznání bojových zásluh, za osobní statečnost před nepřítelem, za uznání vynikajících vojenských činů mimo boj): „Československým válečným křížem 1939“ (třikrát; v období srpen 1945-leden 1946), medailí „Za chrabrost“ (dvakrát; v období srpen-září 1945) a medailí „Za zásluhy I. stupně“ (červenec 1945).
- Předsednictvem Slovenské národní rady (za zásluhy o obnovení Československé republiky) „Řádem SNP I. třídy“(březen 1946).
- Ministrem národní obrany ČSR těmito medailemi: Odznak za těžká zranění (dvakrát), Odznak československého partyzána, Pamětní medaile Velké Británie, Pamětní medaile Francie a Pamětní medaile SSSR.
- Dále potom i těmito zahraničními vyznamenáními;

Rumunským „Válečným křížem s korunou I.třídy“, sovětskou medailí „Za Pobedu nad Germanijem“ a jugoslávským řádem „Partyzánská hvězda II.třídy“.

### Poválečné období

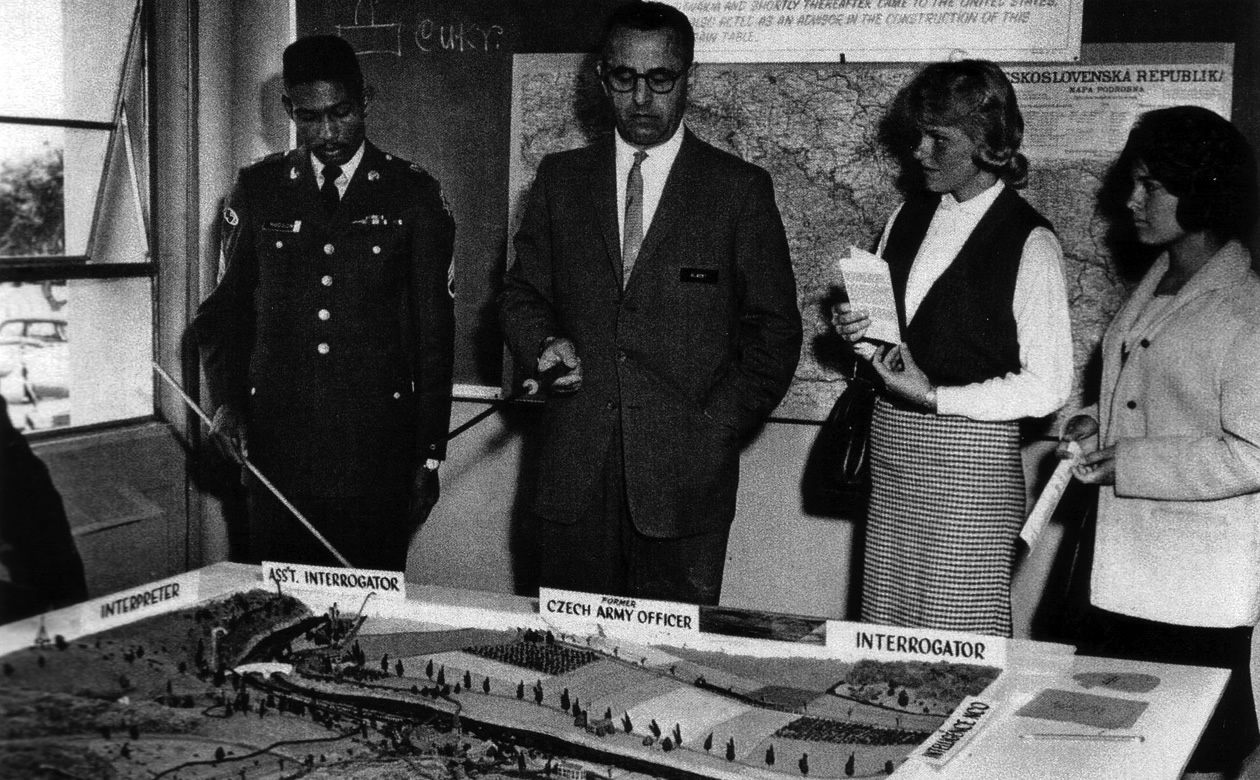
Karel Hlásný v Monterey (60. léta)

Po válce absolvoval „Válečnou školu generálního štábu“ v Praze (1945-46), povýšen do
hodnosti podplukovník gšt. ve funkci náčelníka štábu 1. čs. obrněné divize v Praze-Smíchově (1946-47). Této vysoké funkce v ČSLA, byl však „za hanobení SSSR“ zbaven již 13. prosince 1947. Po únoru 1948 byl degradován na velitele praporu v Karlových Varech, později v Bruntále, odkud 16. listopadu 1948 emigroval do SRN (ilegální překročení státní hranice v prostoru hory „Dyleň“). Dne 14. prosince 1949 odejel do Austrálie, kam dorazil 30. ledna 1950.
Tam zpočátku pracoval jako dělník a potom jako úředník v Adelaide. Od dubna 1951 byl u firmy prodávající motorová vozidla v Sydney, od prosince 1951 do srpna 1952 byl zaměstnán jako účetní a pomocná administrativní síla na velikém statku (asi 2 miliony akrů půdy), v N.W. Queenslandu. 29. srpna 1952 odletěl do Honolulu (Havajské ostrovy), kde byl přijat jako „permanentní rezident“ Spojených států.
Od 8. září 1952 až do konce roku 1979 byl zaměstnán jako instruktor pro cizí jazyky ve „Vojenské jazykové akademii Pentagonu“ v USA (Defense Language Institute, California, Presidio of Monterey), kde 20. listopadu 1982 zemřel a s vojenskými poctami byl pohřben. Podplukovník gšt. Karel Hlásný byl rehabilitován 22. dubna 1991 a in memoriam byl povýšen na plukovníka. Vzhledem k tomu, že ve věku svých 35 let byl již v roce 1946 „předurčen“ na generálskou hodnost, jeho sourozenci v roce 1993 opakovaně žádali o „morální“ dokončení rehabilitace svého bratra, což trvá až doposud.